# Pata (Eslováquia)
Pata é um município da Eslováquia, situado no distrito de Galanta, na região de Trnava. Tem 17,55 km² de área e sua população em 2018 foi estimada em 3.133 habitantes.

## Demografia
| Ano:        | 1994 | 2004   | 2014   | 2024   |
| ----------- | ---- | ------ | ------ | ------ |
| Broj ljudi: | 2906 | 3051   | 3077   | 3274   |
| Razlika:    |      | +4,98% | +0,85% | +6,40% |

| Ano:               | 2023 | 2024   |
| ------------------ | ---- | ------ |
| Número de pessoas: | 3273 | 3274   |
| Diferença:         |      | +0,03% |